# مرادي براشكفت (دشت روم)
مرادي براشکفت (بالفارسية: پراشکفت) هي قرية تقع في إيران في قسم دشت روم الريفي. يقدر عدد سكانها بـ 51 نسمة بحسب إحصاء 2016.